# Eupithecia actaeata
Eupitecia actaeata es una especie de polilla de la familia Geometridae. La especie fue descrita por primera vez por Rudolf Graf Walderdorff en 1869 y se puede encontrar ampliamente distirbuido en Eurasia. El nombre científico actaeata se refiere a esta planta huésped, Actaea spicata'. 

## Descripción
E. actaeata son de tamaño pequeño a mediano donde alcanza una envergadura de 19 a 24 milímetros (0,7 a 0,9 plg), con alas más anchas de lo que es típico en las especies de Eupithecia. Ambos pares de alas son grises, gris pardusco, o marrón, con líneas onduladas parcialmente borrosas, que continúan de forma más débil en las alas traseras. Las alas traseras son algo más pálidas que las alas anteriores. Tienen una mancha discal marrón negruzca en forma de coma ligeramente fuera del medio, en su mayoría alargada, y una mancha clara llamativa, cerca del tomus. En las alas traseras hay una mancha central débilmente desarrollada. Ambos pares de alas tienen una franja cruzada en zisgzag, blanca y estrecha, a lo largo del borde exterior. 

### Oruga
Las orugas jóvenes son largas y delgadas, de color verde y pueden identificarse claramente cuando son adultas por las llamativas marcas rojizas en forma de diamante adicionales, típicas de la especie, en sus espaldas.

### Especies similares
Eupithecia trisignaria muestra elementos de dibujo similares a los de E. actaeata, pero es un poco más pequeño y se puede distinguir por las tres manchas oscuras claras en el borde frontal. Esta especie es similar a Eupithecia kobayashii, pero se puede distinguir por la línea posmedial costal curvada y suave y un gran punto discal negruzco en el ala anterior.
Como ocurre con muchas especies, las polillas deben ser identificadas de forma fiable por especialistas y especialmmente por un análisis morfológico genital para una identificación clara. Con la reproducción de exlarvas, es posible una identificación confiable de E. actaeata debido a la singularidad de la oruga. Los genitales femeninos de E. actaeata se distinguen de los de E. tripunctaria por las pequeñas bolsas del cuerpo anterior ovadas llenas de densas espículas.

## Distribución

### Europa
Dentro de Europa, E. actaeata tiene distribución amplia desde Europa occidental hasta en el este muy extendido hasta Japón (pero parece faltar en una zona intermedia) desde Dinamarca hasta Hungría, en el sur también en los Balcanes e Italia y en el norte habita en zonas de los países fennoscandios más allá del Círculo polar ártico, hasta los Alpes. Las ubicaciones más occidentales están en Francia. No se ha descrito en las islas británicas o España. En Noruega, se ha encontrado tan al norte como Troms, pero está desaparecido en el oeste de Noruega. Sólo tiene distribución local al sur de los Alpes donde alcanza una altura de 1800 metros (70 866,1 plg) y en Bélgica, donde la especie sólo se conoce en la provincia de Namur.

### Asia
En Asia, E. actaeata se extiende desde los Urales del sur hasta Mongolia, China (especialmente descritas en las provincias de Qinghai y Shaanxi), Japón, el Lejano Oriente ruso, Taiwán y Corea.

## Hábitat
E. actaeata se ha encontrado en altitudes desde el nivel del mar desde 2000 metros (6561,7 pies) en Europa y entre 1600 a 3000 metros (5249,3 a 9842,5 pies) en China. El hábitat preferido son los bosques sombreados con hierba de Actaea spicata, su principal planta huésped. A la planta se le atribuyen varias especies poco frecuentes: Baptria tibiale, Acasis appensata y Eupithecia immundata. Probablemente sea la más común de las especies dependientes de la planta, pero, al igual que las demás, depende completamente de su planta alimenticia, que crece en bosques ricos y húmedos.
En el noroeste de Europa se encuentra predominantemente en bosques cerrados de abetos. En Asia se ha encontrado en los alrededores de la especie de Actaea. Otras plantas hospedantes conocidas son Thalictrum aquilegiifolium y Thalictrum flavum. Viburnum opulus también se ha mencionado en la literatura científica como planta huésped, pero podría ser reportes erróneos.

## Ciclo de vida
La especie vuela en dos generaciones anuales desde finales de mayo hasta agosto. La época de vuelo principal de los adultos es de mayo a junio. En el sur, una segunda generación vuela en julio y agosto. Las larvas se pueden encontrar de junio a septiembre. Pasa el invierno como pupa. Las mariposas son nocturnas y también aparecen en fuentes de luz artificial. Las orugas viven principalmente de las hojas de la hierba de San Cristóbal.

## Conservación
En Europa, Eupithecia actaeata se puede encontrar en cantidades muy diferentes en los distintos estados federados y en algunas regiones figura como "en peligro de extinción" en la Lista Roja de Especies en Peligro de Extinción.